# Carex paludivagans
Carex paludivagans är en halvgräsart som beskrevs av William Holland Drury. Carex paludivagans ingår i släktet starrar, och familjen halvgräs. Inga underarter finns listade i Catalogue of Life.